# Ван дер Дус, Якоб
Якоб Симонс ван дер Дус, Якоб Вердус (нидерл. Jacob Simonsz van der Does, Jacob Verdoes; 4 марта 1623, Амстердам — 17 ноября 1673, Слотен) — голландский живописец, рисовальщик и гравёр в технике офорта Золотого века искусства Голландии. Мастер «итальянского пейзажа», картин анималистического и «крестьянского» жанров. Романист.

## Биография
Якоб был сыном Симона Якобса ван дер Дуса, секретаря страховой палаты Амстердама, и Беатрикс Ансельмо. Обучался живописи у Николаса Муйарта. В 1644 году был зачислен в Лейденский университет. В возрасте двадцати одного года Якоб уехал во Францию, а затем, по сведениям нидерландского историографа Арнольда Хоубракена, автора жизнеописаний «Великий театр нидерландских художников и художниц» (De Groote Schouburgh der Nederlantsche Konstschilders en Schilderessen, 1718—1721), пешком отправился в Италию.
В 1644 году он прибыл в Рим, где проработал около пяти лет. Здесь его приняли в группу «Перелётные птицы», или «Бент» (нидерл. bent — клуб, собрание, нидерл. Bent vogels — перелётные птицы, или нидерл. Bentvueghels — «птицы пера») — сообщество, или братство, иностранных художников, прибывавших в католический Рим из северных стран (главным образом из Нидерландов и Германии) с целью изучения сокровищ классического искусства и совершенствования своего мастерства. У Якоба не было денег, и он не мог позволить себе церемонию инициации, которая обычно включала обильную еду и напитки для членов братства. Но его убедили, что не поставят его в неловкое положение, одолжив ему средства, и в тот же вечер он был посвящен в общество. Согласно обычаю, он получил новое «изогнутое имя». Поскольку Якоб ван дер Дус указал, что из-за нехватки денег вынужден записаться в папское войско, и он был невысокого роста, а в армии было принято назначать самых невысоких солдат барабанщиками, ему дали имя «Барабанщик» (Tamboer).
В Риме он также познакомился с кружком художников бытового жанра «бамбоччанти» (итал. bamboccianti, от итал. bamboccio, карапуз, пузырь, а также тряпичная кукла, чучело), образовавшегося вокруг нидерландского живописца Питера ван Лара. Художники «бамбошады» работали в «низком» жанре живописи с изображениями сценок из обыденной жизни: «бродяг, резвящихся детей, странствующих актёров, крестьян и нищих, решённых с юмором и некоторой долей сентиментальности».
Вернувшись в Нидерланды в 1650 году, Якоб ван дер Дус поселился в Гааге. Он женился на Маргарете Бортенс, которая также была художницей. В 1656 году в Гааге Якоб стал соучредителем «Братства живописцев» (Confrerie Pictura). Ван дер Дус был образованным человеком, интересовался иностранными языками и имел особую любовь к латинским надписям.
Его жена умерла в 1661 году, и после этой трагедии он мало занимался живописью. В 1662 году он женился повторно на Йоханне ван Гесдорп Гидеонсдр, но она также умерла несколько лет спустя. От первого брака родилось семеро детей, от второго четверо, из которых выжили только трое. Благодаря вмешательству родственников Якоб получил выгодную должность секретаря Слотена, Слотердейка, Хоутрийка и Поланена и в 1665 году поселился в Слотердейке. С 1663 года и до своей смерти он в основном жил в Амстердаме.
У него было несколько учеников, в том числе его сыновья Якоб и Симон, а также Теодор Бернуаль, Маркус де Би, Гамалиэль Дау, Александр Хавелер и Энтони Схинкельс.

## Творчество
Ван дер Дус получил известность благодаря итальянским пейзажам с воображаемыми пастухами, пастушками и изображениями животных: стадами овец и коз. стиль его живописи и выбор сюжетов соответствуют традициям бамбоччанти. Говорили, что его картина с изображением козла была куплена за 1000 гульденов, за что он получил прозвище «художник козла в тысячу гульденов».
Он также писал портреты и архитектурные пейзажи, в том числе с изображением римских руин. Иногда колорит его картин был мрачен: этот недостаток приписывали меланхолии и грусти, происходившими от бедности, семейных неурядиц, множества неприятелей и, прежде всего, собственного подозрительного нрава. Помимо живописи Якоб ван дер Гус занимался рисунком и офортом.
Его сын Симон (1653—1717), как и отец, писал пейзажи и работал в технике офорта.

## Галерея

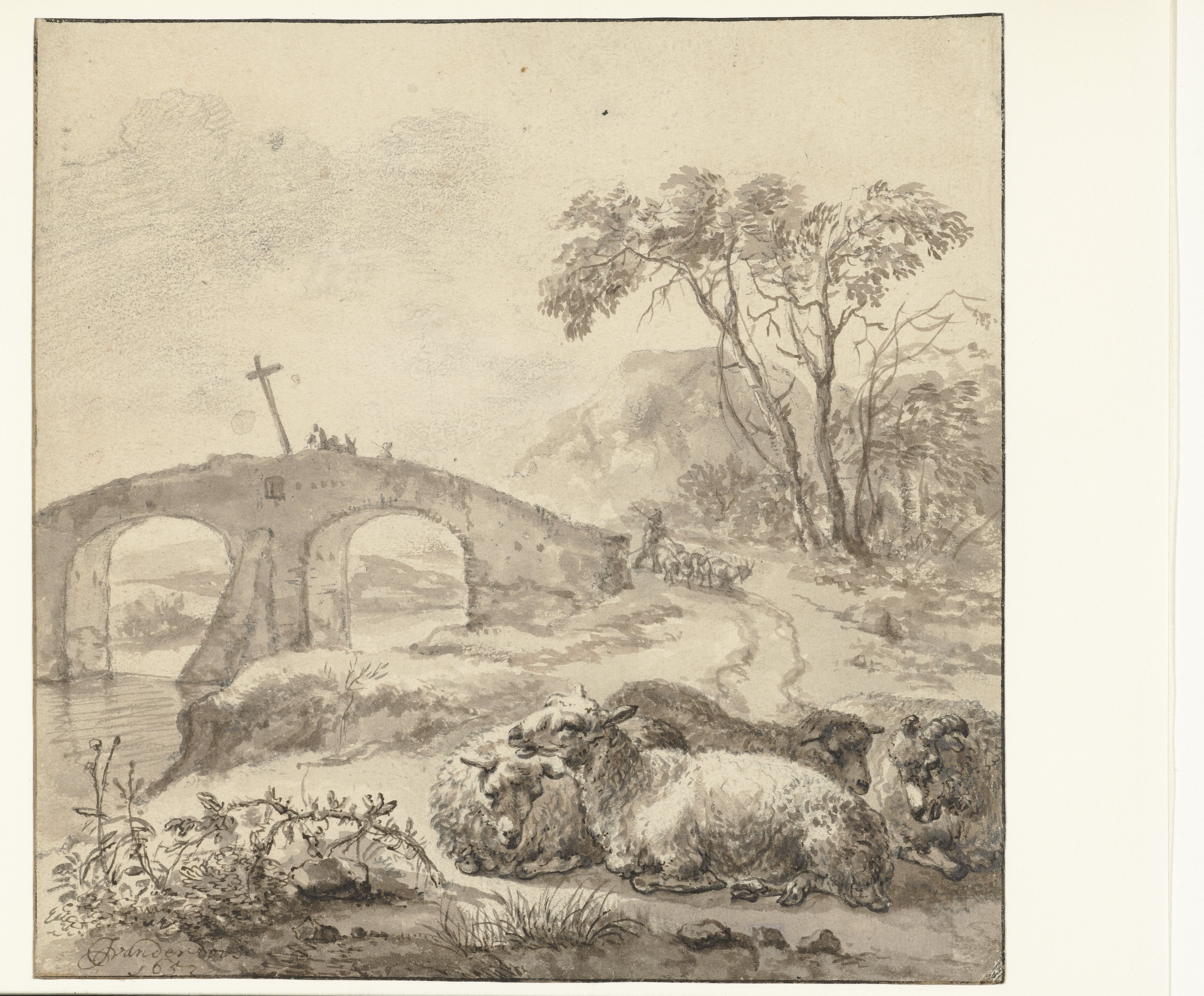
Пейзаж с лежащими овцами и каменным мостом. 1652. Бумага, карандаш, сепия, кисть, перо. Рийксмюсеум, Амстердам
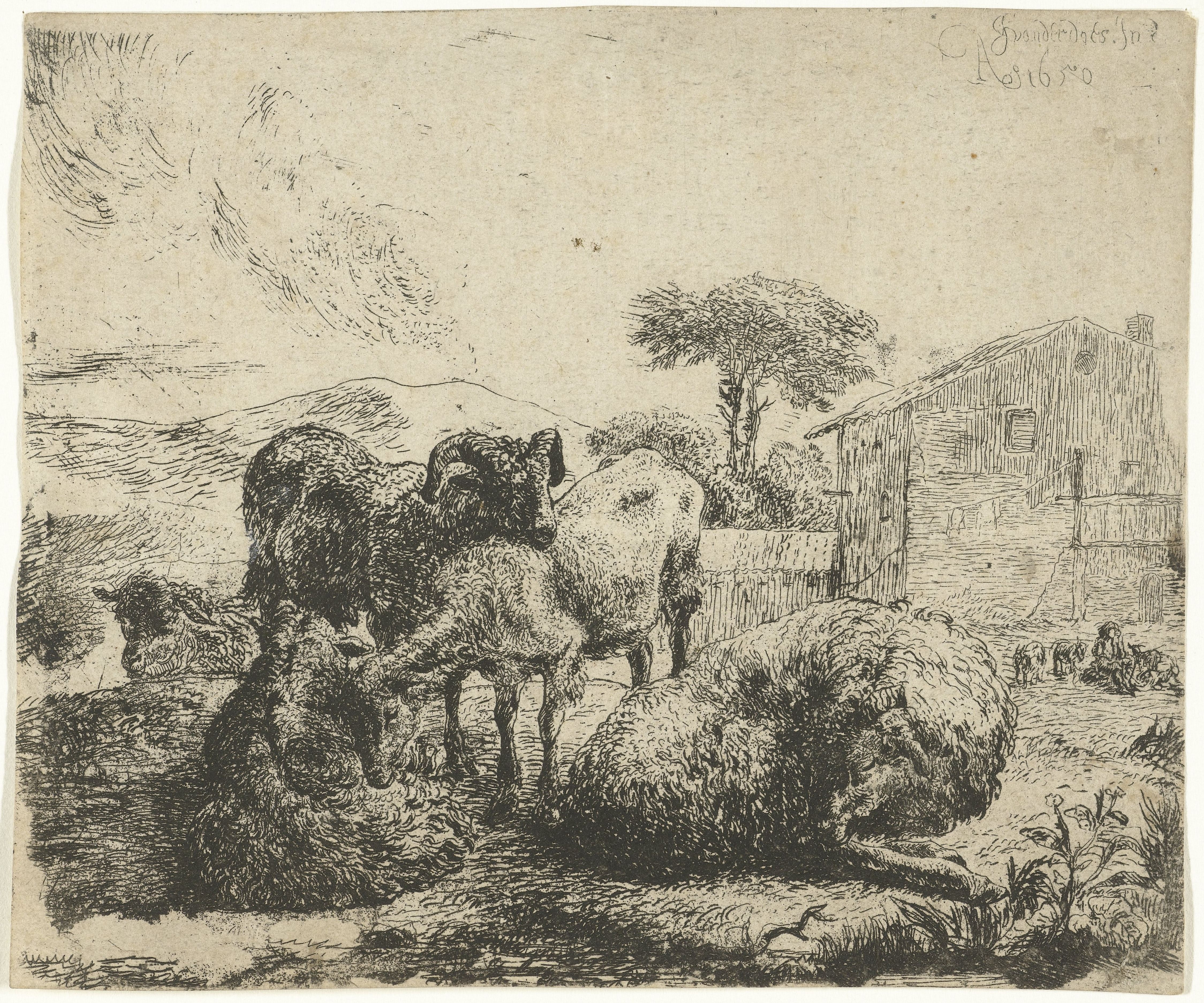
Группа из пяти овец. 1650. Офорт
Пастух с ослом, овцами и козами возле фермы. 1653. Бумага, карандаш, тушь, кисть, перо. Местонахождение неизвестно
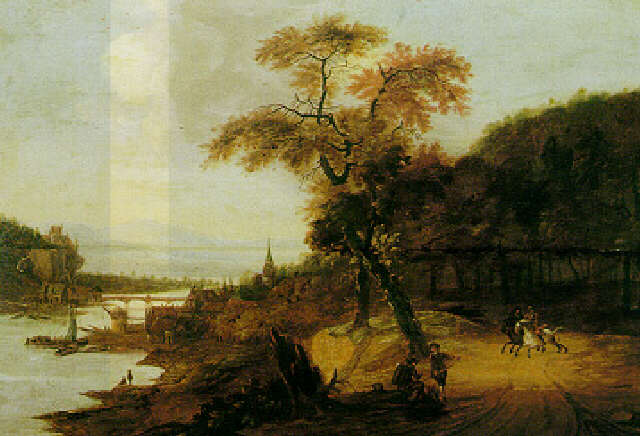
Пейзаж у реки с всадниками. Между 1669 и 1699. Дерево, масло. Частное собрание
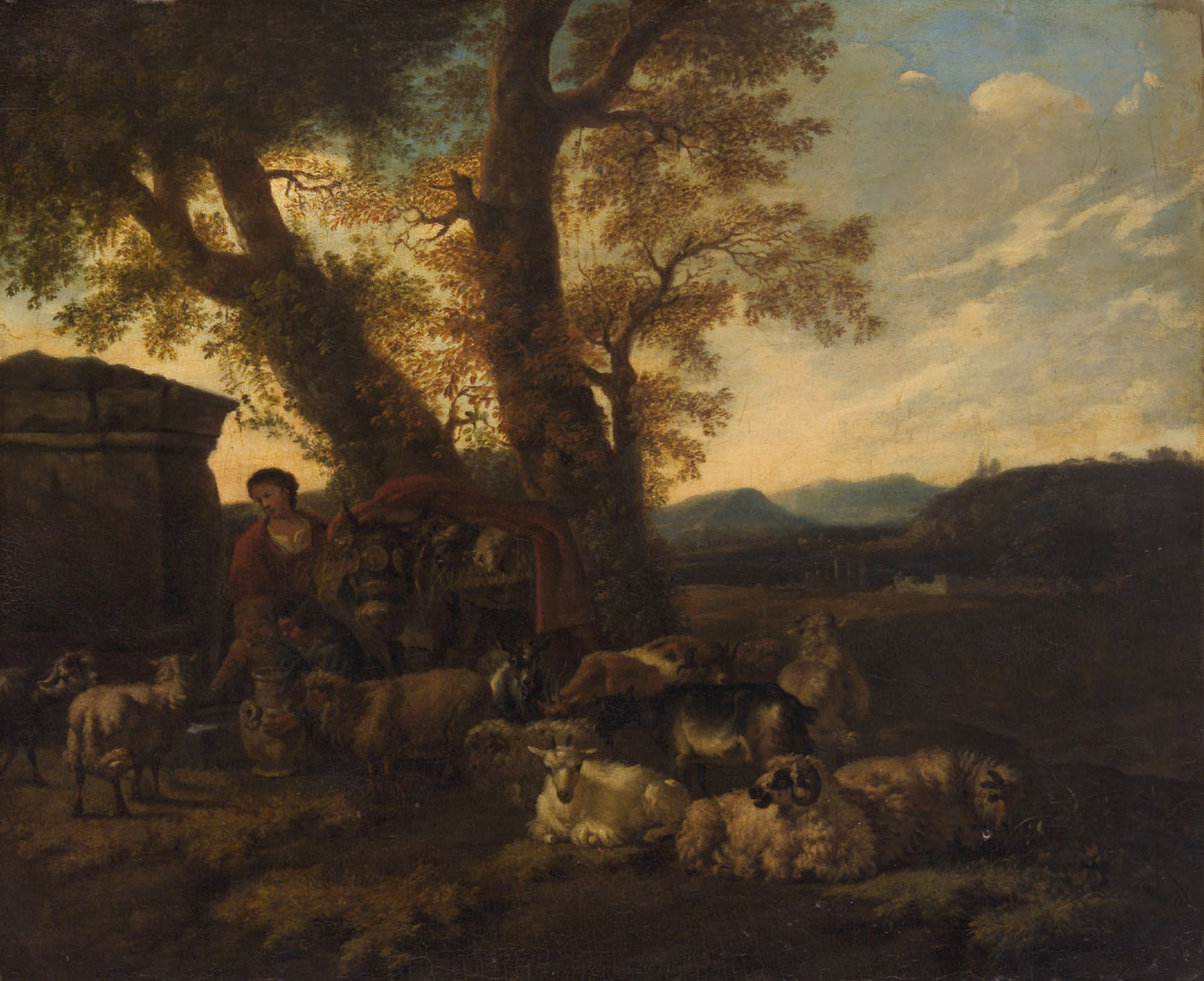
Пейзаж Кампаньи. 1662. Дерево, масло. Музей истории искусств, Вена
Мать и дитя со скотом в пейзаже. 1655. Холст, масло. Коллекция, Линкольн
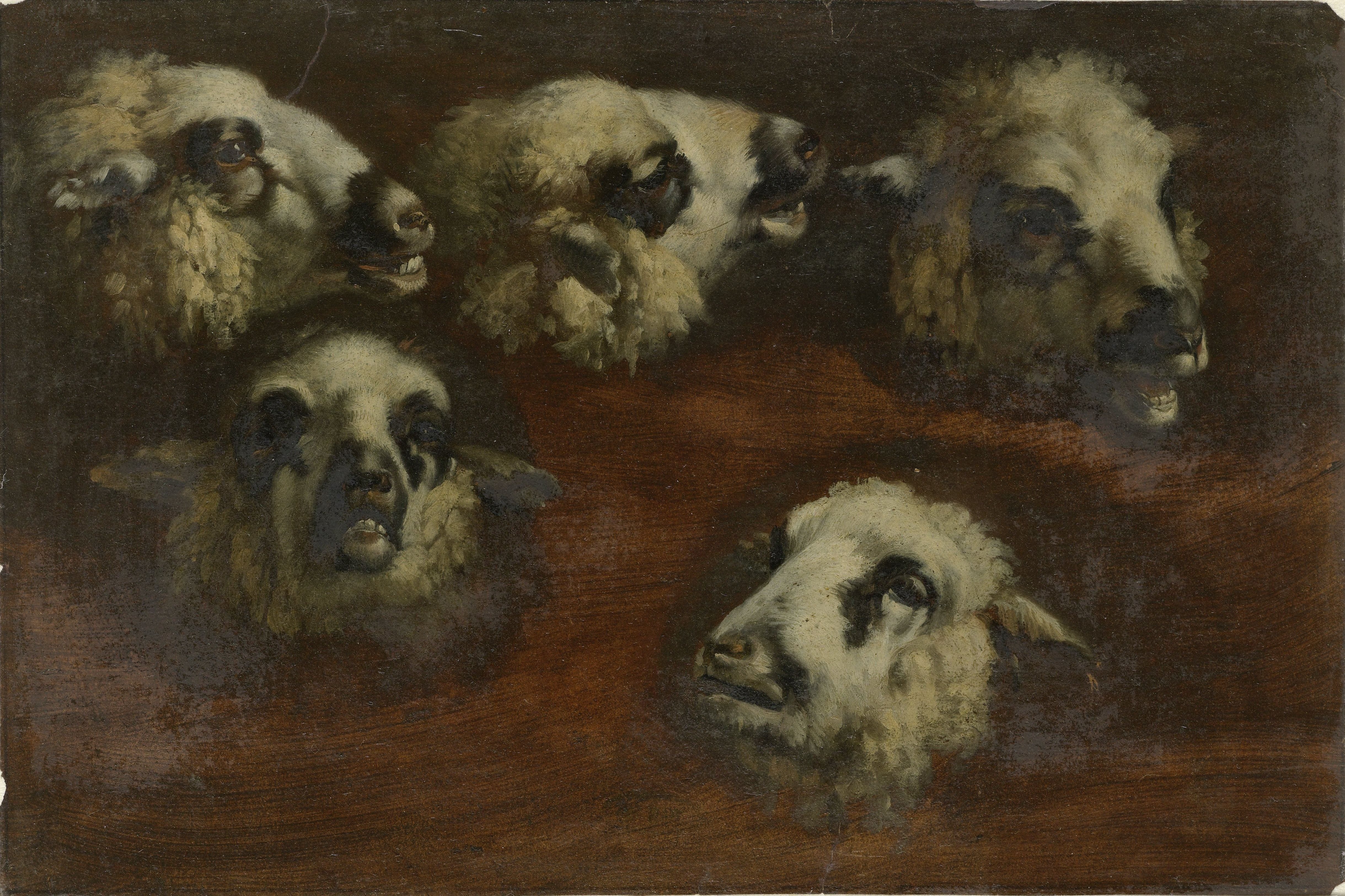
Пять штудий овечьих голов. Бумага, масло. Рийксмюсеум, Амстердам
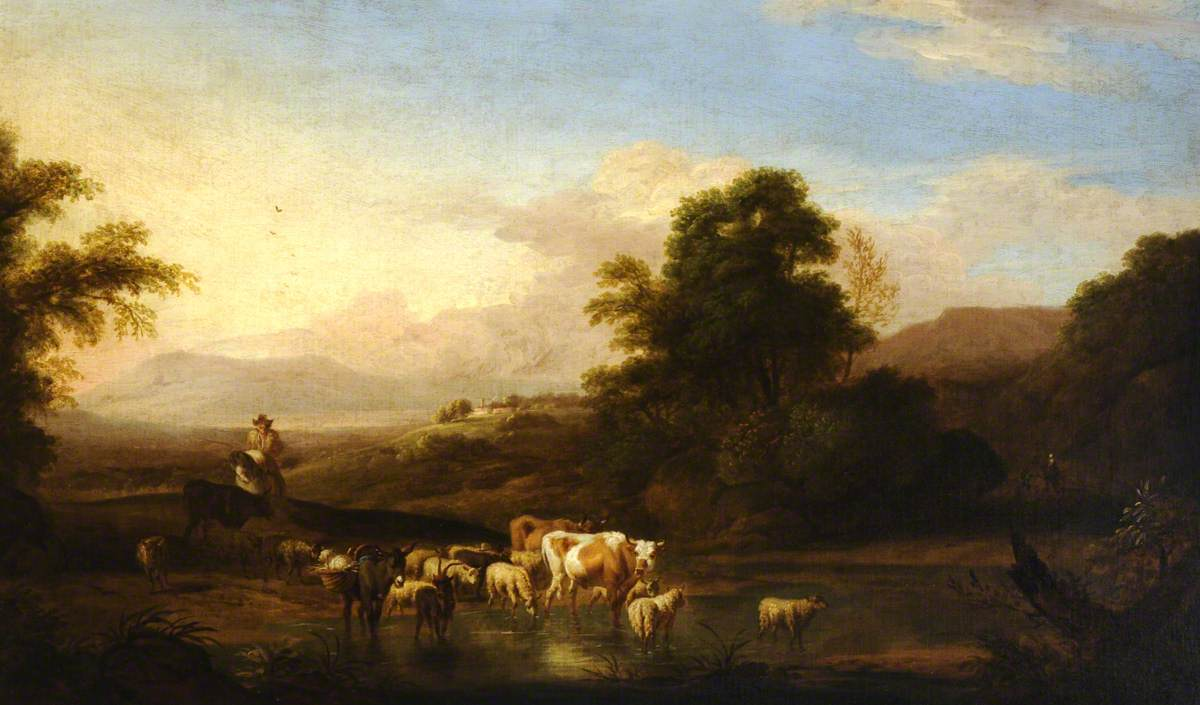
Водопой крупного рогатого скота и овец. Между 1650 и 1720. Холст, масло. Национальный фонд, Великобритания